# Milča Mayerová
Milča Mayerová (vlastním jménem Milada, 12. dubna 1901 Praha, Rakousko-Uhersko – 12. září 1977 Praha, Československo) byla česká avantgardní tanečnice a choreografka.

## Životopis

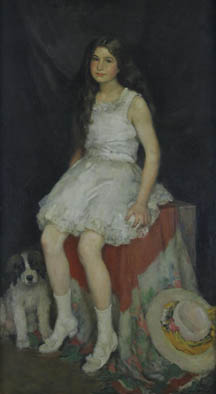
Portrét Mayerové v dětském věku od Huga Boettingera

Milada Mayerová se narodila do umělecké rodiny. Její strýc byl významný malíř a karikaturista Hugo Boettinger. Studovat začala ve třinácti letech v Praze rytmickou gymnastiku pod vedením Anny Dubské. Hodiny byly vedeny metodou Émila Jaques-Dalcroze. Po první světové válce studovala v Hellerau u Drážďan v Jaques-Dalcrozově škole. Zásadní význam pro ni mělo setkání s pohybovou metodou Rudolfa von Labana, u něhož studovala v Hamburku (1923–1925) a získala pedagogický diplom. S Labanem hostovala 15. ledna 1926 ve Vinohradském divadle v Praze. V roce 1927 působila v pražském Divadle Dada. V roce 1928 odjela Berlína, kam Laban přemístil své studio a získala jako jedna z mála žen své doby, tzv. velký choreografický diplom.
S choreografem a tanečníkem Sašou Machovem se představila jako tanečnice v představení Vest pocket revue (1927) a ve Smoking revue (1928) v Osvobozeném divadle. V roce 1929 tančila, opět se Sašou Machovem, v Národním divadle v baletu Fagot a flétna.
První taneční školu pro dívky otevřela již v roce 1928 v Praze, sídlila ve Štěpánské ulici. V 30. letech Mayerová bydlela v ulici Na Zátorce 4 v Praze 6. I proto zde otevřela novou školu, také na základě Labanových principů a též taneční skupinu, v Čechách byla jediná představitelka Labanova směru – kinetografie. Některé dívky z její školy pokračovaly v tanci a zakládaly vlastní školy, ale žádná již nepracovala s Labanovou metodou.

## Choreografka
Její choreografická tvorba byla obsáhlá. Věnovala se choreografiím pro vlastní skupinu, pro divadla i alternativní scény. V letech 1926 až 1958 vytvořila na 370 choreografií, věnovala se komorním tancům, ale i velkým scénickým dílům.
V roce 1927 vytvořila choreografii ke skeči Svatebčané na Eiffelce básníka Jeana Cocteau, s hudbou Jaroslava Ježka, v režii Jiřího Frejky. I choreografie k baletu Náměsíčná neboli Dandy v konservové krabici z roku 1931 spojovala prvky dadaismu a surrealismu.
Její tvorba byla ovlivněna i poetismem, například sólová choreografie a realizace Abecedy, Vítězslava Nezvala z roku 1926 nebo libreto a choreografie pro balet Autobus (1928) s původní hudbou E. F. Buriana v Divadle Dada. Zde s Jarmilou Kröschlovou uvedla Křest svatého Vladimíra, Karla Havlíčka Borovského a Píseň písní.
V roce 1923 vytvořila choreografii k tancům do Shakespearovy hry Sen noci svatojánské v Městském divadle na Královských Vinohradech. V roce 1933 se vrátila ke stejnému dílu s novou choreografií pro Národní divadlo v Praze a následně i pro Hamburské Městské divadlo. V Hamburku vytvořila i taneční choreografii pro operu Carmen a v představení vystupovala jako sólistka.
V Národním divadle v Praze byla „pohybovou poradkyní“ při nastudování činoherních inscenací, například Chudý kejklíř (Josef Kajetán Tyl), Zdravý nemocný (Molière), Sen noci svatojánské (William Shakespeare), Očarovaný život (Jean Cocteau), Ptáci (Aristofanes) atd. Choreograficky se podílela na celovečerním představení k nedožitým šedesátinám Vítězslava Nezvala, které se uskutečnilo 20. května 1960 na scéně Národního divadla.
V roce 1929 nastudovala taneční provedení opery Rinaldo a Armida Jeana-Josepha Rudolpha, symfonické básně Antonína Dvořáka Polednice, Vodník, Zlatý kolovrat, také Vltavu Bedřicha Smetany (1930) nebo Dřevěného prince Bély Bartóka (1931).
V roce 1931 na mezinárodním festivalu v Oxfordu představila ve světové premiéře balet Náměsíčná neboli Dandy v konservové krabici na hudbu Erwina Schulhoffa, který nastudovala s žákyněmi vlastní taneční školy.
Mezi její choreografie ze třicátých let 20. století patří např. Suita dansante en jazz a Danse Burlesque Erwina Schulhoffa (1932), Bolero Maurice Ravela, Karneval zvířat Camille Saint-Saënse nebo Slovanské tance, které byly uvedeny Českou filharmonií v roce 1940 pod vedením dirigenta Václava Talicha.
Svou taneční koncepci uplatňovala se svou taneční skupinou také v komorních pořadech Divadla hudby v letech 1951 až 1959. Po roce 1955 aktualizovala některá svoje raná díla, především se však věnovala „labanovsky“ pojaté pedagogice.
V šedesátých a sedmdesátých letech 20. století se Milča Mayerová věnovala přípravě spartakiádních skladeb. Pro ženy to byla skladba Rozsévačka v roce 1960, v roce 1965 pro mladší žactvo skladba Učit se hrou a v roce 1975 pro starší žákyně Nové Rytmy. Získala Vyznamenání za vynikající práci v oboru tanečního umění a Tyršovu medaili 1. stupně.
Byly vydány její detailní popisy spartakiádních skladeb. Je spoluautorkou sbírky Hromadná a pódiová vystoupení mládeže, vydané v roce 1956. Spolu s Josefou Šimsovou vydala v roce 1957 knihu Estetická pohybová výchova dětí 7–12letých. Je autorkou i ilustrátorkou sbírky pódiových skladeb určených pro starší žákyně nebo dorostenky Bílé holubičky z roku 1962.
Svými pohybovými kompozicemi inspirovala výtvarníky A. Hoffmeistera, H. Boettingra, B. Feuersteina nebo A. Wachsmanna, kteří ji zobrazovali na skicách a studiích. Byla dvakrát vdaná. Jejím prvním manželem byl architekt Jaroslav Frágner. Dne 30. července 1948 se provdala podruhé za historika umění profesora Antonína Friedla.
Zemřela 12. září 1977 v Praze a je pochována v rodinné hrobce na pražském Slavíně.

## Galerie

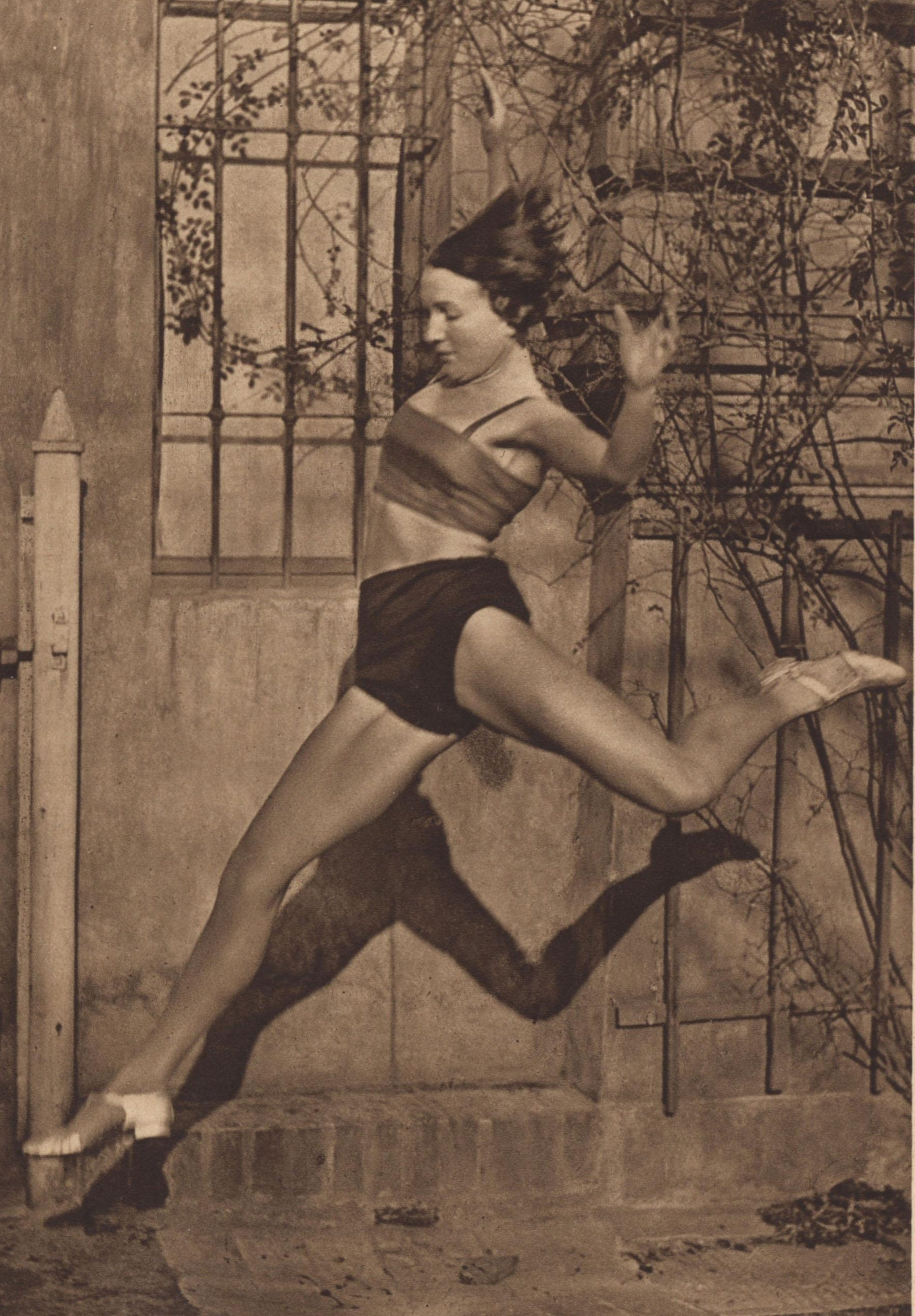
Milča Mayerová, 1926
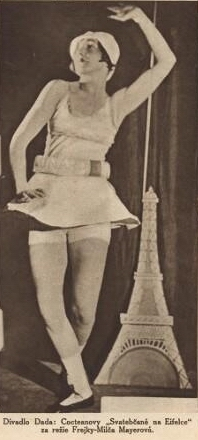
Milča Mayerová v Divadle Dada, 1927
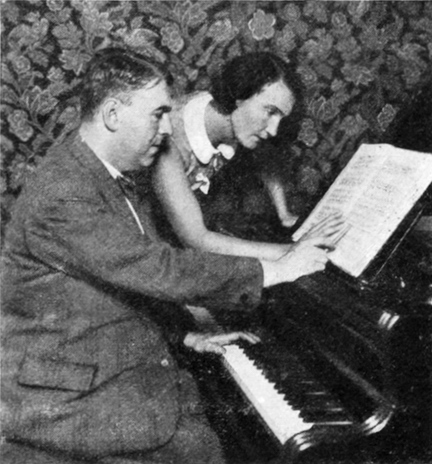
Milča Mayerová a hudební skladatel Ervín Schulhoff (asi 1931)